# Élections sénatoriales de 2014 dans la Sarthe
Les élections sénatoriales de 2014 dans la Sarthe ont lieu le dimanche 28 septembre 2014. Elles ont pour but d'élire les trois sénateurs représentant le département au Sénat pour un mandat de six ans.

## Contexte départemental
La Sarthe fait partie des départements appartenant, avant la réforme de l'élection des sénateurs, à la série C. La moitié de cette série, dont les sénateurs ont été renouvelés pour la dernière fois en 2004, a été intégrée à la nouvelle série 1 renouvelée en 2011, l'autre moitié, dont la Sarthe, rejoint la Série 2 renouvelable en 2014. Les sénateurs sortants ont donc effectué un mandat de 9 ans, prolongé d'un an par le décalage des élections municipales et sénatoriales de 2007.
Lors des élections sénatoriales du 26 septembre 2004 dans la Sarthe, trois sénateurs ont été élus au scrutin majoritaire, tous trois issus de l'UMP: François Fillon, Marcel-Pierre Cléach et Roland du Luart. François Fillon, ministre de 2004 à 2005 puis premier-ministre de 2007 à 2012 est remplacé au Sénat, pendant ses fonctions gouvernementales, par Jean-Pierre Chauveau son suppléant à qui il laisse son fauteuil au Sénat lorsqu'il quitte Matignon. Aucun de ces trois sénateurs ne se représente en 2014
Depuis 2004, le collège électoral, constitué des grands électeurs que sont les sénateurs sortants, les députés, les conseillers régionaux, les conseillers généraux et les délégués des conseils municipaux, a été entièrement renouvelé.
Le corps électoral appelé à élire les nouveaux sénateurs résulte des élections législatives de 2012 qui ont donné quatre députés à la gauche contre un seul à l'UMP, les élections régionales de 2010 qui ont conforté la majorité de gauche au conseil régional des Pays de la Loire, les élections cantonales de 2008 et de 2011 qui ont vu l'affaiblissement de la majorité de droite au sein du conseil général, et surtout les élections municipales de 2014 qui ont vu un net recul de la gauche qui, pour ce qui est des communes de plus de 5 000 habitants, n'a perdu que Mamers mais qui doit également tenir compte de la perte de plusieurs communes de moindre importance.
Mais l'évolution la plus significative pour ce qui concerne la Sarthe tient au changement de mode de scrutin, les départements élisant trois sénateurs étant dorénavant concernés par le scrutin à la proportionnelle avec listes paritaires, ce qui devrait, mécaniquement, faire perdre un siège à la droite qui détenait jusqu'alors les trois sièges de sénateurs du département.

## Rappel des résultats de 2004
| Candidat et parti politique | Candidat et parti politique | Candidat et parti politique | Premier tour | Premier tour | Second tour | Second tour |
| Candidat et parti politique | Candidat et parti politique | Candidat et parti politique | Voix         | %            | Voix        | %           |
| --------------------------- | --------------------------- | --------------------------- | ------------ | ------------ | ----------- | ----------- |
|                             | Roland du Luart             | UMP                         | 713          | 50,96        |             |             |
|                             | François Fillon             | UMP                         | 711          | 50,82        |             |             |
|                             | Marcel-Pierre Cléach        | UMP                         | 600          | 42,89        | 694         | 52,78       |
|                             | Marietta Karamanli          | PS                          | 455          | 32,52        | 614         | 46,69       |
|                             | Jacques Dehergne            | DIV                         | 2            | 0,14         | 7           | 0,53        |
|                             | Jean-Claude Boulard         | PS                          | 421          | 30,09        |             |             |
|                             | Yvon Luby                   | PCF                         | 348          | 24,87        |             |             |
|                             | Pierre Hellier              | UMP                         | 281          | 20,09        |             |             |
|                             | Jean-Christophe Gavallet    | Verts                       | 96           | 6,86         |             |             |
|                             | Brigitte Haudebourg         | EXG                         | 61           | 4,36         |             |             |
|                             | Dominique Amiard            | PRG                         | 49           | 3,50         |             |             |
|                             | Claude Picault              | DVG                         | 49           | 3,50         |             |             |
|                             | Gérard Frétellière          | DVG                         | 48           | 3,43         |             |             |
|                             | Joël Métivier               | FN                          | 12           | 0,86         |             |             |
|                             | Jeannette Delory            | EXD                         | 0            | 0,00         |             |             |
|                             | André Dovillez              | EXD                         | 0            | 0,00         |             |             |
|                             | Guido Omenetto              | EXD                         | 0            | 0,00         |             |             |
|                             |                             |                             |              |              |             |             |
| Inscrits                    | Inscrits                    | Inscrits                    | 1 420        | 100,00       | 1 420       | 100,00      |
| Abstentions                 | Abstentions                 | Abstentions                 | 17           | 1,20         | 14          | 0,99        |
| Votants                     | Votants                     | Votants                     | 1 403        | 98,80        | 1 406       | 99,01       |
| Blancs et nuls              | Blancs et nuls              | Blancs et nuls              | 4            | 0,29         | 91          | 6,47        |
| Exprimés                    | Exprimés                    | Exprimés                    | 1 399        | 99,71        | 1 315       | 93,53       |

## Sénateurs sortants
| Sénateur | Sénateur             | Parti | Autre fonction                          |
| -------- | -------------------- | ----- | --------------------------------------- |
|          | Roland du Luart      | UMP   |                                         |
|          | Jean-Pierre Chauveau | UMP   | Conseiller général, maire de Commerveil |
|          | Marcel-Pierre Cléach | UMP   | Conseiller général                      |

## Collège électoral
En application des règles applicables pour les élections sénatoriales françaises, le collège électoral appelé à élire les sénateurs de la Sarthe en 2014 se compose de la manière suivante :
| Délégués des communes                             |                        |                       |                       |          |                     |
|                                                   | Conseillers municipaux | Délégués / commune    | Communes concernées   | Délégués | % collège électoral |
| Délégués des communes de moins de 9 000 habitants |                        |                       |                       |          |                     |
| - communes de < 100 habitants                     | 7                      | 1                     | 13                    | 13       | 0,84%               |
| - communes de < 500 habitants                     | 11                     | 1                     | 135                   | 135      | 8,73%               |
| - communes de < 1500 habitants                    | 15                     | 3                     | 143                   | 429      | 27,73%              |
| - communes de < 2 500 habitants                   | 19                     | 5                     | 48                    | 240      | 15,51%              |
| - communes de < 3 500 habitants                   | 23                     | 7                     | 15                    | 105      | 6,79%               |
| - communes de < 5 000 habitants                   | 27                     | 15                    | 12                    | 180      | 11,64%              |
| - communes de < 9 000 habitants                   | 29                     | 15                    | 4                     | 60       | 3,88%               |
| Délégués des communes de 9 000 à 29 999 habitants |                        |                       |                       |          |                     |
| - communes de < 10 000 habitants                  | 29                     | 29                    | 1                     | 29       | 1,87%               |
| - communes de < 20 000 habitants                  | 33                     | 33                    | 3                     | 99       | 6,40%               |
| - communes de < 30 000 habitants                  | 35                     | 35                    | 0                     | 0        | 0,00%               |
| Délégués des communes de 30 000 habitants et plus |                        |                       |                       |          |                     |
| - Le Mans (143 240 hab.)                          | 55                     | 196                   | 1                     | 196      | 12,67%              |
| Délégués des communes                             | Délégués des communes  | Délégués des communes | Délégués des communes | 1 486    | 96,06%              |
| Conseillers généraux                              | Conseillers généraux   | Conseillers généraux  | Conseillers généraux  | 39       | 2,52%               |
| Conseillers régionaux                             | Conseillers régionaux  | Conseillers régionaux | Conseillers régionaux | 14       | 0,90%               |
| Députés                                           | Députés                | Députés               | Députés               | 5        | 0,32%               |
| Sénateurs                                         | Sénateurs              | Sénateurs             | Sénateurs             | 3        | 0,19%               |
| Total                                             | Total                  | Total                 | Total                 | 1 547    | 100,00%             |

1. ↑  Dans les communes de moins de 9 000 le conseil municipal élit en son sein des délégués dont le nombre dépend de la taille de la commune.
2. ↑  Dans les communes de 9 000 à 29 999 habitants, tous les conseillers municipaux sont délégués. Il n'y a pas de délégués supplémentaires
3. ↑  Dans les communes de plus de 30 000 habitants, tous les conseillers municipaux sont délégués et, en complément, le conseil municipal désigne des délégués supplémentaires à raison d'un par tranche de 800 habitants au-delà de 30 000 habitants

## Présentation des candidats
Les nouveaux représentants sont élus pour une législature de 6 ans au suffrage universel indirect par les grands électeurs du département. Dans la Sarthe, les trois sénateurs sont élus au scrutin proportionnel plurinominal. Chaque liste de candidats est obligatoirement paritaire et alterne entre les hommes et les femmes. 8 listes ont été déposées dans le département, comportant chacune 5 noms. Elles sont présentées ici dans l'ordre de leur dépôt à la préfecture et comportent l'intitulé figurant aux dossiers de candidature.

### Front national
| N° | Candidats | Candidats           | Parti | Principales fonctions        |
| -- | --------- | ------------------- | ----- | ---------------------------- |
| 01 |           | Emmanuel Dubois     | FN    | Conseiller municipal du Mans |
| 02 |           | Virginie Dubois     | FN    |                              |
| 03 |           | Joël Metivier       | FN    |                              |
| 04 |           | Marie-Claude Deotto | FN    |                              |
| 05 |           | Arnold Virfollet    | FN    |                              |

### Union des démocrates et indépendants
| N° | Candidats | Candidats       | Parti | Principales fonctions                      |
| -- | --------- | --------------- | ----- | ------------------------------------------ |
| 01 |           | Nicolas Cloüet  | UDI   |                                            |
| 02 |           | Aurélie Perot   | UDI   | Conseillère municipale du Mans             |
| 03 |           | Philippe Dorise | UDI   |                                            |
| 04 |           | Isabelle Desnot | UDI   | Conseillère municipale de Parigné-l'Évêque |
| 05 |           | Pascal Clédière | UDI   |                                            |

### Union pour un mouvement populaire
| N° | Candidats | Candidats                 | Parti | Principales fonctions                             |
| -- | --------- | ------------------------- | ----- | ------------------------------------------------- |
| 01 |           | Louis-Jean de Nicolaÿ     | UMP   | Conseiller général, maire du Lude                 |
| 02 |           | Fabienne Labrette-Ménager | UMP   | Conseillère générale, maire de Fresnay-sur-Sarthe |
| 03 |           | Fabien Lorne              | UMP   | Conseiller général, maire de Chevillé             |
| 04 |           | Véronique Rivron          | UMP   | Conseillère générale                              |
| 05 |           | Régis Vallienne           | UMP   | Conseiller général, maire de Pruillé-l'Éguillé    |

### Parti socialiste
| N° | Candidats | Candidats               | Parti | Principales fonctions                                |
| -- | --------- | ----------------------- | ----- | ---------------------------------------------------- |
| 01 |           | Jean-Claude Boulard     | PS    | Maire du Mans                                        |
| 02 |           | Nadine Grelet-Certenais | PS    | Conseillère générale, adjointe au maire de La Flèche |
| 03 |           | Christophe Chaudun      | PS    | Conseiller général, maire de Connerré                |
| 04 |           | Muriel Cabaret          | PS    | Conseillère régionale                                |
| 05 |           | Christophe Rouillon     | PS    | Conseiller général, maire de Coulaines               |

### Maires ruraux
| N° | Candidats | Candidats             | Parti | Principales fonctions              |
| -- | --------- | --------------------- | ----- | ---------------------------------- |
| 01 |           | Dominique Dhumeaux    | DVD   | Maire de Fercé-sur-Sarthe          |
| 02 |           | Anne Christine Gaudin | DVD   |                                    |
| 03 |           | Gérard Clément        | DVD   | Maire de Gréez-sur-Roc             |
| 04 |           | Martine Thimond       | DVD   | Adjointe au maire de Gréez-sur-Roc |
| 05 |           | Daniel Martin         | DVD   | Maire de Saint-Denis-d'Orques      |

### Europe Écologie Les Verts
| N° | Candidats | Candidats        | Parti | Principales fonctions                        |
| -- | --------- | ---------------- | ----- | -------------------------------------------- |
| 01 |           | Sophie Bringuy   | EELV  | Vice-présidente du conseil régional          |
| 02 |           | Alexis Braud     | EELV  | Adjoint au maire d'Allonnes                  |
| 03 |           | Emmanuelle Cleyn | EELV  | Conseillère municipale du Lude               |
| 04 |           | Hervé Bois       | EELV  | Conseiller municipal de Bazouges-sur-le-Loir |
| 05 |           | Sylvie Granger   | EELV  | Ancienne conseillère municipale du Mans      |

### Union pour un mouvement populaire
| N° | Candidats | Candidats            | Parti | Principales fonctions                   |
| -- | --------- | -------------------- | ----- | --------------------------------------- |
| 01 |           | Jean Pierre Vogel    | UMP   | Conseiller général, maire de Bonnétable |
| 02 |           | Christelle Morançais | UMP   | Conseillère municipale du Mans          |
| 03 |           | Jean-Carles Grelier  | UMP   | Maire de La Ferté-Bernard               |
| 04 |           | Chantal Albagli      | UMP   | Conseillère générale, maire de Dureil   |
| 05 |           | Emmanuel Franco      | UMP   | Maire d'Étival-lès-le-Mans              |

### Front de gauche
| N° | Candidats | Candidats          | Parti | Principales fonctions      |
| -- | --------- | ------------------ | ----- | -------------------------- |
| 01 |           | André Monnin       | PCF   | Maire de Poncé-sur-le-Loir |
| 02 |           | Catherine Bouché   | PCF   |                            |
| 03 |           | Luc-Marie Faburel  | PCF   | Maire de Saint-Longis      |
| 04 |           | Thérèse Gouet      | PCF   |                            |
| 05 |           | Dominique Colombel | PCF   |                            |

## Résultats
| Tête de liste | Tête de liste         | Liste       | Voix  | %      | Sièges |  |
| ------------- | --------------------- | ----------- | ----- | ------ | ------ |  |
|               | Jean-Claude Boulard   | PS          | 401   | 26,61  | 1      |  |
|               | Louis-Jean de Nicolaÿ | UMP         | 348   | 23,09  | 1      |  |
|               | Jean Pierre Vogel     | UMP         | 323   | 21,43  | 1      |  |
|               | Nicolas Cloüet        | UDI         | 126   | 8,36   |        |  |
|               | Dominique Dhumeaux    | DVD         | 117   | 7,76   |        |  |
|               | Sophie Bringuy        | EELV        | 79    | 5,24   |        |  |
|               | André Monnin          | PCF         | 70    | 4,64   |        |  |
|               | Emmanuel Dubois       | FN          | 43    | 2,85   |        |  |
|               |                       |             |       |        |        |  |
| Inscrits      | Inscrits              | Inscrits    | 1 547 | 100,00 |        |  |
| Abstentions   | Abstentions           | Abstentions | 15    | 0,97   |        |  |
| Votants       | Votants               | Votants     | 1 532 | 99,03  |        |  |
| Blancs        | Blancs                | Blancs      | 12    | 0,78   |        |  |
| Nuls          | Nuls                  | Nuls        | 13    | 0,85   |        |  |
| Exprimés      | Exprimés              | Exprimés    | 1 507 | 98,37  |        |  |